# Zagrađe (gmina Kuršumlija)
Zagrađe (cyr. Заграђе) – wieś w Serbii, w okręgu toplickim, w gminie Kuršumlija. W 2011 roku liczyła 18 mieszkańców.